# Get 'em Girls
Get 'em Girls è il secondo album discografico in studio, il terzo in assoluto, della cantante australiana Jessica Mauboy, pubblicato nel 2010.

## Il disco
Il disco è stato registrato negli Stati Uniti in diverse città ossia Los Angeles, New York e Atlanta. Diversi sono stati i produttori e gli artisti che hanno collaborato alla realizzazione del disco. Tra questi Harvey Manson Jr., Chuck Harmony, Alex James, Brian Kennedy e Bangladesh. Tra i vocalist che invece hanno portato il loro contributo al lato artistico vi sono Snoop Dogg, Ludacris, Jay Sean e Iyaz.
Il primo singolo estratto è stato la title track Get 'em Girls (feat. Snoop Dogg), pubblicato nel settembre 2010. Gli altri singoli sono Saturday Night (feat. Ludacris), What Happened to Us e Inescapable.
L'album ha raggiunto la sesta posizione della ARIA Charts
Nell'agosto 2011 è stata pubblicata un'edizione deluxe in formato doppio CD contenente cinque tracce addizionali tra cui un duetto con Stan Walker.

## Tracce
1. Get 'Em Girls (feat. Snoop Dogg) – 3:56
2. Handle It – 3:18
3. Accelerate That – 3:00
4. Scariest Part – 3:27
5. Saturday Night (feat. Ludacris)
6. What Happened to Us (feat. Jay Sean)
7. Reconnected – 3:35
8. Like This (feat. Iyaz) – 3:41
9. Foreign – 3:47
10. Can Anybody Tell Me – 4:34
11. Fight for You – 3:48
12. Maze – 4:01
13. Here for Me – 4:03
14. No One Like You – 4:05

### Edizione deluxe
Disco 1
1. Run – 3:25
2. Nobody Knows – 3:56
3. Like This (feat. Iyaz) – 3:41
4. Saturday Night (feat. Ludacris)
5. Maze – 4:01
6. Scariest Part – 3:27
7. Not Me – 3:30
8. Inescapable (Youngboyz Mix) – 3:35
9. Reconnected – 3:35
10. What Happened to Us (feat. Jay Sean) – 3:19
11. Forget Your Name – 4:04
12. Can Anybody Tell Me – 4:34
13. Make It Alright – 4:03
14. Galaxy (feat. Stan Walker) – 4:04

Disco 2
1. Get 'Em Girls (Music Is My Business Remix) (feat. Chizzy) – 3:38
2. Saturday Night (DCUP Remix) (feat. Ludacris) – 3:32
3. What Happened to Us (OFM Remix) (feat. Jay Sean) – 3:38
4. Saturday Night (Sgt Slick Remix) (feat. Ludacris) – 6:17
5. Accelerate That – 3:00
6. Inescapable (OFM Mix) – 3:33
7. Handle It – 3:18
8. Foreign – 3:47
9. Fight for You – 3:48
10. Here for Me – 4:03
11. No One Like You – 4:05